# Thera nigra
Thera nigra är en fjärilsart som beskrevs av Edward Alfred Cockayne 1933. Thera nigra ingår i släktet Thera och familjen mätare. Inga underarter finns listade i Catalogue of Life.